# Ellenburg (Nueva York)
Ellenburg es un pueblo ubicado en el condado de Clinton en el estado estadounidense de Nueva York. En el año 2000 tenía una población de 1.812 habitantes y una densidad poblacional de 6.6 personas por km².

## Geografía
Ellenburg se encuentra ubicado en las coordenadas 44°50′56″N 73°55′2″O / 44.84889, -73.91722.

## Demografía
Según la Oficina del Censo en 2000 los ingresos medios por hogar en la localidad eran de $33,281, y los ingresos medios por familia eran $37,813. Los hombres tenían unos ingresos medios de $29,063 frente a los $23,125 para las mujeres. La renta per cápita para la localidad era de $16,559. Alrededor del 13.4% de la población estaban por debajo del umbral de pobreza.